# Triple saut masculin aux Jeux olympiques d'été de 2008
Navigation
Athènes 2004 Londres 2012
Le concours du triple saut masculin aux Jeux olympiques de 2008 a eu lieu le 18 août 2008 pour les qualifications, la finale se déroule le 21 août 2008 dans le Stade national de Pékin.
Les limites de qualifications étaient de 17,10 m pour la limite A et de 16,80 m pour la limite B.

## Records
Avant cette compétition, les records dans cette discipline étaient les suivants :
| Record du monde  | 18,29 m | Jonathan Edwards | Royaume-Uni | 7 août 1995     | Göteborg |
| Record olympique | 18,09 m | Kenny Harrison   | États-Unis  | 27 juillet 1996 | Atlanta  |

## Médaillés
| Or           | Argent         | Bronze       |
| Nelson Évora | Phillips Idowu | Leevan Sands |

## Résultats

### Finale (21 août)
| Rang               | Pays        | Athlète             | Marque  | Essais | Essais | Essais | Essais | Essais | Essais |
| Rang               | Pays        | Athlète             | Marque  | 1      | 2      | 3      | 4      | 5      | 6      |
| ------------------ | ----------- | ------------------- | ------- | ------ | ------ | ------ | ------ | ------ | ------ |
| Médaille d'or      | Portugal    | Nelson Évora        | 17,67 m | 17,31  | 17,56  | x      | 17,67  | 17,24  | 16,52  |
| Médaille d'argent  | Royaume-Uni | Phillips Idowu      | 17,62 m | 17,51  | 17,31  | 17,62  | x      | 17,26  | 16,41  |
| Médaille de bronze | Bahamas     | Leevan Sands        | 17,59 m | 16,91  | 16,55  | 17,59  | 17,26  | 17,32  | x      |
| 4                  | Cuba        | Arnie David Girat   | 17,52 m | 17,27  | 17,52  | 17,24  | 17,48  | x      | 17,08  |
| 5                  | Roumanie    | Marian Oprea        | 17,22 m | 17,22  | x      | x      | x      | x      | 16,69  |
| 6                  | Brésil      | Jadel Gregorio      | 17,20 m | 17,14  | 16,55  | 13,79  | 16,83  | 16,78  | 17,20  |
| 7                  | Royaume-Uni | Onochie Achike      | 17,17 m | 16,74  | x      | 17,17  | x      | 17,04  | x      |
| 8                  | Ukraine     | Viktor Kuznyetsov   | 16,87 m | 16,71  | 16,87  | x      | 16,81  | 16,48  | x      |
| 9                  | Russie      | Igor Spasovkhodskiy | 16,79 m | 16,79  | 16,37  | 15,63  | -      | -      | -      |
| 10                 | Chine       | Li Yanxi            | 16,77 m | 15,93  | 16,35  | 16,77  | -      | -      | -      |
| 11                 | Bulgarie    | Momchil Karailiev   | 16,48 m | 16,48  | 16,39  | 16,38  | -      | -      | -      |
| 12                 | Cuba        | Héctor Fuentes      | 16,28 m | 15,92  | x      | 16,28  | -      | -      | -      |

### Qualifications (18 août)
39 sauteurs de triple saut étaient inscrits à ce concours, deux groupes de qualifications ont été formés. La limite de qualifications était fixée à 17,10 m ou au minimum les 12 meilleurs sauts de cette phase de qualifications.
| Rang | Pays              | Athlète                   | Distance | Essais | Essais | Essais |
| ---- | ----------------- | ------------------------- | -------- | ------ | ------ | ------ |
| 1    | Royaume-Uni       | Phillips Idowu            | 17,44 m  | 17,44  | -      | -      |
| 2    | Portugal          | Nelson Évora              | 17,34 m  | x      | 17,34  | -      |
| 3    | Cuba              | Arnie Girat               | 17,30 m  | 17,30  | -      | -      |
| 4    | Russie            | Igor Spasovkhodskiy       | 17,23 m  | 16,79  | 16,85  | 17,23  |
| 5    | Roumanie          | Marian Oprea              | 17,17 m  | x      | 16,99  | 17,17  |
| 6    | Brésil            | Jadel Gregorio            | 17,15 m  | 17,15  | -      | -      |
| 7    | Ukraine           | Viktor Kuznyetsov         | 17,11 m  | 16,70  | 17,11  | -      |
| 8    | Cuba              | Alexis Copello            | 17,09 m  | 17,09  | 16,92  | x      |
| 9    | Slovaquie         | Dmitrij Vaľukevič         | 17,08 m  | x      | 16,86  | 17,08  |
| 10   | Corée du Sud      | Kim Deok-hyeon            | 16,88 m  | 16,68  | 14,68  | 16,88  |
| 11   | États-Unis        | Rafeeq Curry              | 16,88 m  | x      | 16,23  | 16,88  |
| 12   | Italie            | Fabrizio Donato           | 16,70 m  | 16,10  | x      | 16,70  |
| 13   | États-Unis        | Kenta Bell                | 16,55 m  | 16,55  | x      | 16,17  |
| 14   | Biélorussie       | Dzmitry Platnitski        | 16,51 m  | 16,51  | x      | x      |
| 15   | Brésil            | Jefferson Sabino          | 16,45 m  | 16,12  | 16,45  | x      |
| 16   | Kazakhstan        | Roman Valiyev             | 16,20 m  | x      | 16,20  | 15,93  |
| 17   | Qatar             | Ibrahim Babikir Mohamdein | 16,03 m  | 16,03  | 16,02  | 15,90  |
| 18   | Chine             | Zhong Minwei              | 15,59 m  | 15,59  | x      | 14,91  |
| 19   | Macédoine du Nord | Redzep Selman             | 15,29 m  | 14,98  | 15,29  | 15,28  |

| Rang | Pays        | Athlète                   | Distance | Essais | Essais | Essais |
| ---- | ----------- | ------------------------- | -------- | ------ | ------ | ------ |
| 1    | Chine       | Li Yanxi                  | 17,30 m  | 16,93  | 16,83  | 17,30  |
| 2    | Bahamas     | Leevan Sands              | 17,25 m  | 17,25  | x      | -      |
| 3    | Royaume-Uni | Onochie Achike            | 17,18 m  | x      | 17,18  | -      |
| 4    | Cuba        | Héctor Fuentes            | 17,14 m  | 16,73  | 16,42  | 17,14  |
| 5    | Bulgarie    | Momchil Karailiev         | 17,12 m  | 17,06  | 17,12  | -      |
| 6    | Grenade     | Randy Lewis               | 17,06 m  | x      | 17,06  | -      |
| 7    | Ukraine     | Mykola Savolaynen         | 17,00 m  | 17,00  | 16,55  | 16,29  |
| 8    | Russie      | Aleksandr Petrenko        | 16,97 m  | 16,84  | 16,97  | 16,74  |
| 9    | Royaume-Uni | Nathan Douglas            | 16,72 m  | 16,45  | 16,68  | 16,72  |
| 10   | Russie      | Danil Burkenya            | 16,69 m  | 16,44  | 16,69  | 16,72  |
| 11   | Grèce       | Dimitrios Tsiamis         | 16,65 m  | 16,37  | 16,65  | 16,48  |
| 12   | Moldavie    | Vladimir Letnicov         | 16,62 m  | 16,62  | x      | x      |
| 13   | Ukraine     | Viktor Yastrebov          | 16,52 m  | x      | x      | 16,52  |
| 14   | France      | Colomba Fofana            | 16,42 m  | 16,42  | 15,47  | x      |
| 15   | Cameroun    | Lucien Hugo Mamba-Schlick | 16,01 m  | 16,01  | 14,98  | x      |
| 16   | États-Unis  | Aarik Wilson              | 15,97 m  | x      | 15,51  | 15,97  |
| 17   | Chine       | Gu Junjie                 | 15,94 m  | 15,94  | 15,87  | x      |
| 18   | Inde        | Renjith Maheswary         | 15,77 m  | 15,77  | x      | 15,51  |
| 19   | Maroc       | Tarik Bouguetaib          | DNF      | x      | x      | x      |
| 20   | Sénégal     | Ndiss Kaba Badji          | DNF      | x      | x      | x      |